# 발키리 프로파일
《발키리 프로파일》(Valkyrie Profile, ヴァルキリープロファイル)은 트라이에이스가 제작하고 스퀘어 에닉스(전 에닉스)가 퍼블리싱하는 롤플레잉 비디오 게임 시리즈이다. 트라이에이스의 창립 일원인 고탄다 요시하루가 디자인했으며, 북유럽 신화에 바탕을 둔 한 세계관이 특징이다.
1999년 플레이스테이션으로 발매된 《발키리 프로파일》부터 시작해 스핀오프를 포함해 총 네 작품이 출시됐다.

## 게임 목록
- 《발키리 프로파일》 (1999)

플레이스테이션으로 제작된 시리즈 첫작품. 레네스 발키리의 활약을 다뤘다. 2006년 플레이스테이션 포터블로 《발키리 프로파일: 레네스》라는 제목으로 이식판이 출시됐다.
- 《발키리 프로파일 2: 실메리아》 (2006)

플레이스테이션 2로 출시. 1편의 수백 년 전이 무대이며, 실메리아 발키리의 이야기를 다뤘다.
- 《발키리 프로파일: 죄를 짊어진 자》 (2008)

닌텐도 DS로 출시된 전략 롤플레잉 게임. 신이 아닌 인간의 관점에서 이야기가 진행된다. 북미 및 유럽 지역에선 《발키리 프로파일: 깃털의 약속》이라는 제목으로 발매됐다.
- 《발키리 아나토미아: 더 오리진》 (2016)

iOS 및 안드로이드 모바일로 발매.
- 《발키리 엘리시움》 (2022)

콤보 시스템을 도입한 액션 RPG. 플레이스테이션 4, 플레이스테이션 5 및 윈도우로 발매.

## 음악
《발키리 프로파일》 시리즈의 음악은 모두 사쿠라바 모토이가 담당했다.